# Mutasarrif

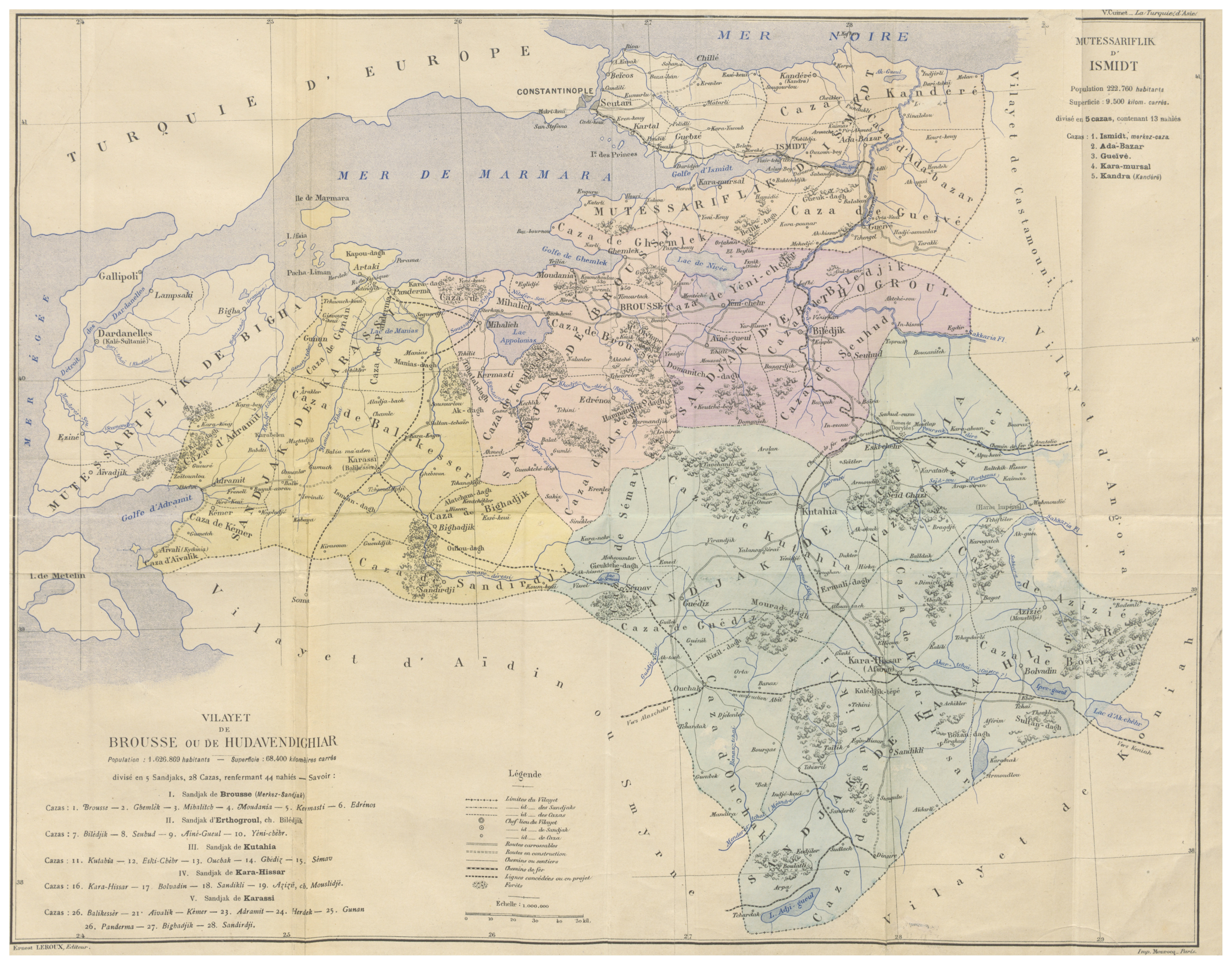
Carta del 1895 che mostra l'eyalet di Hüdavendigâr, diviso in sangiaccati, con i distinti Sangiaccato di Biga (Mutasarrifato di Biga) e il Mutasarrifato di İzmit.

Nell'Impero ottomano, un mutasarrif era un'autorità amministrativa  di ogni sangiaccato, nominato direttamente dal Sultano ottomano.  Questa entità amministrativa era a volte indipendente (come fu, ad esempio, il Mutasarrifato di Monte Libano o Cipro, e talvolta invece era parte di un vilayet (provincia), amministrato da un wāli, e includeva comuni nahiye, ciascuno dei quali amministrato da un kaymakam. Tale rango fu stabilito nel 1864, quando fu abolita la figura del mutesellim del 1842.
I mutasarrifati dell'Impero ottomano includevano:
- Il Mutasarrifato di Monte Libano (istituito nel 1861)
- Il Mutasarrifato di Gerusalemme (istituito nel 1872)
- Il Mutasarrifato di Karak (istituito nel 1894-5)[4]